# Jordan Stolz
Jordan Stolz (* 21. Mai 2004 in Kewaskum, Wisconsin) ist ein US-amerikanischer Eisschnellläufer. Im Dezember 2021 debütierte er im Weltcup und gewann dort in der Saison 2022/23 seine ersten Rennen. Seit 2023 errang er insgesamt sieben Weltmeistertitel über 500, 1000 und 1500 Meter sowie im Mehrkampf.

## Werdegang

### Frühe Jahre (bis 2021)
Jordan Stolz ist der Sohn eines deutschen Polizisten und einer amerikanischen Dentalhygienikerin. Er hat eine ältere Schwester und wuchs in Kewaskum in Wisconsin auf. Im Alter von fünf Jahren begann er mit dem Eisschnelllauf, angeregt durch die olympischen Medaillenerfolge des Shorttrackers Apolo Anton Ohno bei den Winterspielen 2010 in Vancouver. Nach Aussage seines Vaters konzentrierte sich Stolz von Anfang an vollkommen auf das Eislaufen und probierte nie andere Sportarten aus. Er trainierte gemeinsam mit seiner Schwester, die parallel mit ihm mit dem Eisschnelllauf angefangen hatte, im Pettit National Ice Center in Milwaukee, etwa 65 Kilometer südlich seines Heimatortes gelegen. Weil die Geschwister regelmäßig zu Wettkämpfen in der gesamten Region des Mittleren Westens reisten, wurden sie in ihrer Jugend zu Hause unterrichtet.
Mitte der 2010er-Jahre trainierte Jordan Stolz bei Robert Fenn, der zuvor unter anderem mit dem Eisschnelllauf-Olympiasieger Shani Davis zusammengearbeitet hatte. Nach Fenns Tod 2017 übernahm Davis zwischenzeitlich Stolz’ Betreuung. Stolz sah Davis als Mentor und erklärte später, der erfahrene Athlet habe ihm etwa dabei geholfen, sich nicht zu viele Gedanken zu machen. Im Winter 2019/20 bestritt Stolz mehrere internationale Wettkämpfe im Rahmen des Juniorenweltcups. Außerdem erreichte er bei den Olympischen Jugend-Winterspielen 2020 als bestes Ergebnis einen fünften Rang über 500 Meter und trat bei den Juniorenweltmeisterschaften in Tomaszów Mazowiecki an, wo er vordere Platzierungen in den Einzelwettkämpfen verpasste. In der Folge begann Stolz ein intensives Krafttraining und nahm auch dank eines Wachstumsschubs deutlich an Gewicht zu. Im März 2021 gewann er im Alter von 16 Jahren seinen ersten nationalen Titel im Erwachsenenbereich: Auf dem Utah Olympic Oval in Salt Lake City siegte er über 500 Meter und stellte mit einer Zeit von 34,99 Sekunden einen US-Juniorenrekord auf. Zu dieser Zeit trainierte Stolz – nachdem Davis zum chinesischen Team gewechselt war – bei dem früheren US-Nationaltrainer Bob Corby.

### Erste Olympiateilnahme und Weltmeistertitel (seit 2021)
Stolz debütierte im Dezember 2021 im Eisschnelllauf-Weltcup und erreichte auf dem Olympic Oval in Calgary als Zweiter über 1000 Meter (hinter Ning Zhongyan) sein erstes  Podestergebnis in der höchsten internationalen Wettkampfserie. Sowohl über 500 Meter als auch über 1000 Meter qualifizierte er sich für die Olympischen Winterspiele 2022 in Peking und belegte dort die Ränge 13 und 14. Wenige Wochen später verpasste er als Vierter bei der Sprintweltmeisterschaft um einen Zehntelpunkt die Bronzemedaille. In der Saison 2022/23 gehörte Stolz zu den stärksten Athleten im Weltcup: Zum Saisonauftakt in Stavanger wurde er im Alter von 18 Jahren mit einem Sieg über 1500 Meter der historisch jüngste männliche Weltcupsieger. Im Verlauf des Winters entschied er über 1000 Meter und 1500 Meter insgesamt vier Wettkämpfe für sich, zudem lief er in Calgary im Dezember 2022 über 500 Meter mit einer Zeit von 34,08 Sekunden nationalen Rekord und gleichzeitig Juniorenweltrekord. Im Februar 2023 wurde er in Inzell Juniorenweltmeister über 500 Meter, 1000 Meter sowie 1500 Meter. Auf den gleichen drei Strecken errang er einen Monat später im Heerenveener Thialf-Stadion auch die Weltmeistertitel bei den Erwachsenen.
2023 schloss sich Stolz dem privaten niederländischen Team Zaanlander um Trainer Jillert Anema an. Bob Corby blieb sein persönlicher Trainer. Im Team Zaanlander arbeitete Stolz vor allem an seiner Ausdauer, um – mit Blick auf die Mehrkampfweltmeisterschaft – auch auf den Langstrecken seine Zeiten zu verbessern. Wegen des veränderten Trainingsschwerpunktes war er zu Saisonbeginn auf den Sprintstrecken nicht so schnell wie andere Athleten, verbesserte seine Leistungen aber bis zum Ende des Winters deutlich: Bei den Weltcuprennen in Salt Lake City und Québec Ende Januar und Anfang Februar 2024 entschied Stolz alle acht Wettkämpfe über 500, 1000 und 1500 Meter für sich. In Salt Lake City stellte er mit einer Zeit von 1:05,37 Minuten einen Weltrekord über 1000 Meter auf, wobei er die bis dahin gültige Bestleistung von Pawel Kulischnikow um drei Zehntelsekunden unterbot. Bei den Einzelstreckenweltmeisterschaften in Calgary verteidigte Stolz auf allen drei Strecken seine Titel aus dem Vorjahr. Über 500 Meter war er mit einer Zeit von 33,69 Sekunden lediglich acht Hundertstelsekunden langsamer als Kulischnikows Weltrekord über diese Distanz. Zum Saisonende im März verzichtete Stolz auf einen Start bei der Sprintweltmeisterschaft in Inzell und konzentrierte sich stattdessen auf die unmittelbar danach am gleichen Ort stattfindende Mehrkampfweltmeisterschaft, die er als prestigeträchtiger ansah. Dort hatte er nach drei Rennen einen großen Vorsprung auf den zweitplatzierten Langstreckenspezialisten Patrick Roest, den er im abschließenden 10.000-Meter-Rennen verteidigte und damit seinen insgesamt siebten Weltmeistertitel errang.
Wegen seiner Erfolge in jungen Jahren wurde Stolz von Beobachtern wie dem niederländischen Eisschnelllauftrainer Gerard Kemkers mit dem fünffachen US-amerikanischen Olympiasieger von 1980 Eric Heiden verglichen.

## Weltcupsiege
| Nr. | Datum             | Ort                 | Disziplin |
| --- | ----------------- | ------------------- | --------- |
| 1.  | 11. November 2022 | Stavanger           | 1500 m    |
| 2.  | 13. November 2022 | Stavanger           | 1000 m    |
| 3.  | 18. Dezember 2022 | Calgary             | 1000 m    |
| 4.  | 17. Februar 2023  | Tomaszów Mazowiecki | 1500 m    |
| 5.  | 3. Dezember 2023  | Stavanger           | 1500 m    |
| 6.  | 8. Dezember 2023  | Tomaszów Mazowiecki | 1000 m    |
| 7.  | 26. Januar 2024   | Salt Lake City      | 1000 m    |
| 8.  | 27. Januar 2024   | Salt Lake City      | 500 m     |
| 9.  | 27. Januar 2024   | Salt Lake City      | 1500 m    |
| 10. | 28. Januar 2024   | Salt Lake City      | 1000 m    |
| 11. | 2. Februar 2024   | Québec              | 1000 m    |
| 12. | 3. Februar 2024   | Québec              | 500 m     |
| 13. | 3. Februar 2024   | Québec              | 1500 m    |
| 14. | 4. Februar 2024   | Québec              | 500 m     |
| 15. | 22. November 2024 | Nagano              | 500 m     |
| 16. | 22. November 2024 | Nagano              | 1500 m    |
| 17. | 23. November 2024 | Nagano              | 1000 m    |
| 18. | 24. November 2024 | Nagano              | 500 m     |
| 19. | 29. November 2024 | Peking              | 500 m     |
| 20. | 29. November 2024 | Peking              | 1500 m    |
| 21. | 30. November 2024 | Peking              | 1000 m    |
| 22. | 1. Dezember 2024  | Peking              | 500 m     |
| 23. | 24. Januar 2025   | Calgary             | 1500 m    |
| 24. | 25. Januar 2025   | Calgary             | 1000 m    |
| 25. | 26. Januar 2025   | Calgary             | 500 m     |
| 26. | 31. Januar 2025   | Milwaukee           | 1000 m    |
| 27. | 1. Februar 2025   | Milwaukee           | 500 m     |
| 28. | 1. Februar 2025   | Milwaukee           | 1500 m    |
| 29. | 21. Februar 2025  | Tomaszów Mazowiecki | 500 m     |
| 30. | 21. Februar 2025  | Tomaszów Mazowiecki | 1500 m    |
| 31. | 22. Februar 2025  | Tomaszów Mazowiecki | 1000 m    |